# Miroslav Bičanić
Miroslav Bičanić (ur. 29 października 1969 w Osijeku) – chorwacki piłkarz, występujący na pozycji środkowego pomocnika, z konieczności ustawianego na lewej stronie. Obecnie pracuje jako dyrektor sportowy w klubie NK Osijek. Wcześniej zdał egzamin na trenera na Akademii Wychowania Fizycznego w Zagrzebiu, jednak nie trenował jeszcze żadnej drużyny. Bičanić rolę sportowca łączy także z rolą polityka - startował w wyborach do Regionalnego Parlamentu Chorwackiego (chor. Hrvatski sabor) z ramienia Chorwackiej Partii Ludowej (Hrvatska narodna stranka). Atrybuty fizyczne zawodnika z czasów, kiedy zawodowo grał w piłkę nożną wynoszą 185 cm i 78 kg. Bičanić posługuje się językiem chorwackim, chińskim, hebrajskim i niemieckim.

## Kariera klubowa

### NK Osijek
Karierę zaczynał w zespole NK Osijek w którym już jako junior grał od roku 1985. Okres debiutu Bičanicia w ligowej piłce przypadał na rozpad Jugosławii i powstanie odrębnego państwa - Chorwacji. Bičanić załapał się w ostatniej chwili na końcowy sezon rozgrywek ligi jugosłowiańskiej wraz z zespołem NK Osijek. W sezonie 1990/1991 nie zadebiutował jednak w pierwszym składzie ani razu. NK Osijek zajął 9. miejsce z 32 punktami na koncie na 19 zespołów. Po proklamowaniu przez Chorwację i Słowenię niepodległości, państwa te utworzyły swoje federacje piłkarskie oraz swoje rozgrywki ligowe - rozgrywki ligowe w Chorwacji nosiły nazwę Prva HNL. NK Osijek został zgłoszony do pierwszego rozgrywanego sezonu 1991/1992, gdzie wypadł bardzo dobrze, zdobywając trzecie miejsce w lidze, za Hajdukiem Split i zespołem NK Zagreb. Bičanić wystąpił w lidze 13 razy, zdobywając 2 gole, a swój debiut w lidze Bičanić zaliczył w meczu 2 kolejki rozgrywanym 15 września 2001 w Šibeniku przeciwko zespołowi HNK Šibenik. Osijek wygrał ten mecz 2:0. Na swoje premierowe trafienie, czekał tylko 6 kolejek, zdobył gola na 3:0 w wygranym 4:0 spotkaniu z Zadarkomercem Zadar. 

### NK Zagrzeb
W następnym sezonie, 1992/1993 talent Bičanicia zauważyli włodarze zespołu NK Zagrzeb i zawodnik podpisał kontrakt z zespołem ze stadionu Kranjčevićeva. NK Zagrzeb zajął 3. miejsce w lidze za zespołem Croatia Zagrzeb i Hajdukiem Split. Nie powiodło się także w nowo zainicjowanych rozgrywkach Pucharu Chorwacji, gdzie „Pjesnici” przegrali już w 1/4 finału z HNK Šibenik, u siebie przegrywając 2:3 i na wyjeździe remisując 1:1. Bičanić wystąpił w pierwszym zespole NK Zagrzeb 25 razy, ale nie udało mu się zdobyć żadnego gola. Zarząd NK Zagrzeb postanowił nie przedłużać kontaktu z Bičaniciem i zawodnik wrócił do zespołu NK Osijek.

### NK Osijek
Sezon 1993/1994 NK Osijek zakończyło na zaskakująco niskim, bo dopiero ósmym miejscu w końcowej klasyfikacji. Zespół spisywał się słabo, ale para środkowych pomocników, Miroslav Bičanić i Dragan Vukoja spisywali się nader dobrze. Dragan Vukoja był przyjacielem Bičanicia od najmłodszych lat, razem grali w zespole NK Osijek, a później także w chińskich zespołach Qingdao i Sichuan. W tym sezonie Bičanić brylował strzelecką dyspozycją - w 29 spotkaniach strzelił aż 9 goli, co jednak przy wyśmienitym wyniku króla strzelców ligi chorwackiej z tego sezonu - Gorana Vlaovicia, czyli 29 golach, nie jest olśniewającym wynikiem. Bičanić pozostał w Osijeku także w sezonie 1994/1995, kiedy to zespół zajął bardzo wysokie, trzecie miejsce w lidze i zakwalifikował się do rozgrywek Pucharu UEFA. Tam jednak spisali się fatalnie odpadając w rundzie eliminacyjnej po porażkach ze słowacką drużyną Slovan Bratysława 0:4 w Bratysławie i 0:2. Dobrze spisali się w Pucharze Chorwacji, w którym odpadli dopiero w półfinale z Croatią Zagrzeb, ulegając na Maksimirze 0:2 i na Gradskim vrcie przegrywając 1:2. Wcześniej Osijek wyeliminował po porażce 1:3 i zwycięstwie 4:0 HNK Dubrovnik i HNK Rijeka po dwóch remisach 1:1 i serii rzutów karnych, wygranych przez „Osjeckich” 4:2. Warto zauważyć, że trzecią jedenastkę pewnie wykorzystał Bičanić. Następny sezon rozpoczął w Izraelu ze względu na nieporozumienia z włodarzami klubu. Bičanić nie wrócił już do klubu w roli zawodnika, ale do dziś pozostaje jednym z najlepszych zawodników w historii klubu, a „Bičo” bardzo dobrze zapisał się w pamięci kibiców NK Osijek zwanych „Kohorta”. Łącznie w tym sezonie Bičanić pojawił się na boisku 24 razy i czterokrotnie pokonał golkipera rywali. 

### Gra w Izraelu - Hapoel Hajfa
Bičanić podpisał kontrakt z izralskim zespołem Hapoel Hajfa. Hapoel w końcowej klasyfikacji uplasował się na czwartym miejscu w tabeli i został zgłoszony przez izraelską federację piłki nożnej do rozgrywek Pucharu Intertoto. W Pucharze Izraela Hapoel odpadł w 1/8 finału w meczu przeciwko Maccabi Tel Awiw przegranym 0:1. Bičanić ze względu na długotrwałą kontuzję mięśnia dwugłowego uda nie zagrał jednak ani razu. Kiedy wyzdrowiał został wypożyczony do niemieckiego klubu MSV Duisburg.

### Gra w Niemczech - MSV Duisburg
Bičanić został wypożyczony przez klub do niemieckiego klubu MSV Duisburg, gdzie grał wraz ze swoim rodakiem, Tomislavem Ercegiem. Zespół spisywał się dobrze i sezon 1996/1997 zakończył na wysokim jak na możliwości klubu, 9. miejscu w Bundeslidze. W Pucharze Niemiec zespół z Duisburga odpadł w 1/8 finału przegrywając w rzutach karnych z drużyną Energie Cottbus 4:5. Po regulaminowym czasie był remis 2:2. Bičanić wystąpił w pierwszym składzie 14 razy, zdobywając 1 gola. Swojego jedynego gola w Bundeslidze zdobył w wygranym przez MSV spotkaniu przeciwko 1. FC Köln. MSV zwyciężyło wtedy 3:0, a Bičanić strzelił gola na 3:0, w 89 minucie. Po zakończeniu wypożyczenia w Duisburgu, wrócił do Izraela do swojego poprzedniego zespołu czyli Hapoel Hajfa.

### Hapoel Hajfa - drugie podejście
Sezon 1997/1998 był dla Bičanicia był dużo bardziej udany, zarówno pod względem wyników sportowych, jak i pod względem liczby występów w pierwszym składzie. Hapoel Hajfa zajął trzecie miejsce w lidze i został zgłoszony przez izraelską federację do rozgrywek Pucharu Intertoto. Bičanić wystąpił w 27 meczach w pierwszym składzie, zdobywając 6 goli i wydatnie przyczyniając się do dobrej dyspozycji zespołu w tym sezonie. Miroslav Bičanić odszedł jednak i rozwiązał kontrakt z zespołem w wyniku tego, że zawodnik nie mógł zaaklimatyzować się w Izraelu. Co ciekawe, inny Chorwat występujący w tym czasie wraz z Bičaniciem w zespole, Giovanni Rosso, nie miał takich problemów i trzy lata później otrzymał obywatelstwo izraelskie. Zawodnik po raz kolejny zdecydował się na wyjazd do Niemiec, gdzie podpisał kontrakt z zespołem Hansa Rostock. Warto zauważyć, że gol zdobyty w wygranym spotkaniu przeciwko późniejszemu mistrzowi kraju, Maccabi Tel Awiw został uznany w głosowaniu izraelskich klubów za drugą najładniejszą bramkę sezonu. Bičanić uderzył z odległości 25 m z woleja po pięknym podaniu Moshe Glama.

### Powrót do Niemiec - Hansa Rostock
Na początku sezonu 1998/1999 Bičanić długo nie mógł znaleźć pracodawcy, jednak tuż przed rozpoczęciem sezonu podpisał kontrakt z niemiecką drużyną Hansa Rostock. Po bardzo dobrym sezonie, oczekiwania wobec zespołu dużo większe, lecz drużyna nie sprostała postawionemu przez zarząd zadaniu uplasowania się drużyny w końcowej klasyfikacji w górnej połówce sezonu i zajęła dopiero trzynaste miejsce. Nie udało się także w Pucharze Niemiec, gdzie drużyna odpadła w rozgrywanym w Bremie spotkaniu przeciwko Werderowi Brema po meczu przegranym 2:3. W wyniku tego, że drużyna nie zrealizowała zadań postawionych przez zarząd, trener Frank Pagelsdorf od lat związany z zespołem z Rostocka zarządził prawdziwą rewolucję w składzie, a na pierwszy ogień przy zwolnieniach poszedł Bičanić, który i tak zagrał tylko w 4 spotkaniach pierwszego składu, nie zdobywając żadnego gola. Trzy z czterech meczów, w których zagrał w Hansie Bičanić, rozpoczynane przez niego na ławce rezerwowych. Po rozwiązaniu kontraktu z Hansą, zawodnik po raz kolejny wrócił do Izraela, gdzie podpisał kontrakt z zespołem Hapoel Beer Szewa.

### Po raz trzeci - występy w Hapoelu Beer Szewa
Bičanić swoich występów w drugoligowym Hapoelu Beer Szewa nie może zaliczyć do udanych. W wyniku długotrwałej kontuzji, a także nieufności trenera, Bičanić nie wystąpił tylko dwa razy w składzie Hapoelu, zdobywając 1 gola, w spotkaniu z zespołem Hapoel Cafririm Holon, które Hapoel zremisował 1:1. Bičanić wytrzymał w Hapoelu do końca rozgrywek, gdzie zespół zdobył 7 pozycję w drugiej lidze izraelskiej. W roku 2000 zawodnik podjął decyzję o wyjeździe do Chin, gdzie podpisał kontrakt z pochodzącym z miasta Chongqing zespołem Chongqing Longxin.

### Chiny po raz pierwszy - Chongqing Longxin
Występy w zespole Chongqing udane zarówno dla Bičanicia jak i dla zespołu. Chongqing spisywał się nadspodziewanie dobrze i zajął wysoką, 4 pozycję w lidze, a także zdobył po sensacyjnym zwycięstwie w Pekinie Puchar Chin. Ekipa Longxin triumfowała nad ekipą Beijing Guo’an, pomimo że pierwszy mecz u siebie przegrała 0:1. Wydawało się, że słabszy zespół Chongqing zdecydowanie przegra w Pekinie, jednak drużyna sensacyjnie triumfowała nad Guo’an wygrywając 4:1. Warto zauważyć, że bramki na 1:0 i 2:0 zdobył Bičanić, następną dołożył reprezentant RPA Mark Williams, który w sezonie zdobył aż 18 bramek oraz reprezentant Chin Xin Wei. Zespół Longxin miał jednak szansę na zdobycie kolejnego prestiżowego trofeum jakim jest Superpuchar Chin. Niestety, zespół Chongqing został zdecydowanie pokonany przez Dalian Shide 1:4. 
O sile drużyny stanowiła właśnie ta trójka, dzięki której kibice Chongqing mogą zawdzięczać tak wysoką pozycję w lidze. Bičanić stał się ulubieńcem kibiców, a także znalazł wspólny język z koreańskim trenerem zespołu i w wywiadach często podkreślał, że swoją świetną dyspozycję zawdzięcza także trenerowi, Lee Jang-Soo. Ogółem Bičanić pojawił się 25 razy na boisku, strzelając aż 12 goli. Świetne występy Bičanicia zostały zauważone przez największego rywala zespołu Chongqing, drużynę Sichuan Shangwutong, z którą podpisał kontrakt na sezon 2001/2002.

### Chiny po raz drugi - Sichuan Shangwutong
Odejście do znienawidzonego przez fanów Chongqing klubu przeszło bez większego echa, gdyż zespół z Syczuanu zawsze jest faworytem do zwycięstwa w lidze chińskiej. Jednakże fani zespołu Sichuan Shangwutong źle przyjęli przyjście gwiazdy Chongqing do ich drużyny i od początku Bičanić nie należał do ich ulubieńców. Pomimo że drużyna osiągnęła wysokie czwarte miejsce w lidze, kibice spodziewali się wywalczenia przez ich ulubioną ekipę mistrzostwa. Pomimo tego, że Bičanić był jednym z najlepszych, obok Mingyu Ma i Xia Yao zawodników zespołu, był mocno skonfliktowany z kibicami, zarządem oraz angielskim trenerem Bobbym Houghtonem z którym zupełnie nie mógł znaleźć wspólnego języka. Ogółem Bičanić pojawił się na boisku 16 razy, zdobywając 1 gola z rzutu karnego w zremisowanym 1:1 spotkaniu z zespołem Army August 1st Zhenbang. Po kompletnie nieudanym epizodzie w Syczuanie, jak przyznawał potem sam zawodnik, na sezon 2002/2003 „Bičo” przeniósł się do innego chińskiego zespołu, Qingdao Hademen.

### Chiny po raz trzeci i ostatni - Qingdao Hademen - koniec kariery
Bičanić wybrał zespół Qingdao Hademen, jak deklarował, ze względu na to, że grają tam jego przyjaciele z poprzednich klubów, Mark Williams i Dragan Vukoja, a także trener Lee Jang-Soo. Zespół pochodzący z Qingdao uplasował się dokładnie w środku tabeli, na 8 pozycji. Wielkim sukcesem zespołu było wywalczenie przez zespół Hademen Pucharu Chin, co było znakomitym uwieńczeniem bogatej kariery Miroslava Bičanicia. W finale Qingdao zmierzyło się z zespołem Liaoning Birds. W pierwszym meczu rozgrywanym w Liaoning Qingdao przegrało 1:3 i wydawało się, że sprawa Pucharu Chin jest już rozstrzygnięta. W meczu rozgrywanym w Qingdao, Hademen wygrało 2:0, a zdecydowanie najważniejszą bramkę na 2:0 zdobył właśnie Miroslav Bičanić, który wprawił w ekstazę 40 tys. widzów znajdujących się na stadionie. Dzięki większej ilości goli zdobytych na wyjeździe, zespół Hademen zdobył Puchar Chin. Warto zauważyć, że był to drugi dla Bičanicia, Williamsa i trenera Lee Jang-Soo Puchar Chin. Ostatnim meczem w karierze Bičanicia miał być rozgrywany w Wuhanie Superpuchar Chin, gdzie zespół Qingdao miał się zetrzeć z bezsprzecznie najlepszym chińskim zespołem, Dalian Shide. Nie udało się jednak sięgnąć po Superpuchar, gdyż zespół z Dalian pokonał minimalnie Qingdao 1:0. Ogółem w barwach zespołu Bičanić wystąpił 24 razy, zdobywając 1 gola. Na konferencji prasowej po tym meczu, Bičanić podjął decyzję o zakończeniu sportowej kariery. Podkreślił, że ma zamiar wrócić do Chorwacji, zdobyć papiery trenerskie, a także objąć proponowaną mu przez zarząd funkcję dyrektora sportowego NK Osijek.

### Działalność pozasportowa Bičanicia
Po powrocie do Chorwacji, Bičanić zamieszkał w Osijeku, a także zdał egzamin trenerski na Akademii Wychowania Fizycznego w Zagrzebiu. Nie pracował jednak do tej pory jako trener, a w roku 2004 został dyrektorem sportowym klubu NK Osijek. Bičanić był jednak mocno krytykowany przez kibiców za sprzedanie w lipcu 2005 największej gwiazdy zespołu Josipa Tadicia do zespołu Bayer 04 Leverkusen. Po otrzymaniu listów z pogróżkami od radykalnej grupy kibicowskiej „Kohorta” zrezygnował z funkcji dyrektora sportowego klubu. Bičanić w roku 2006 uczestniczył w wyborach samorządowych, gdzie startował z ramienia miasta Hvar i dostał się do lokalnego sejmiku z 2. miejsca na liście. Obecnie występuje jako zawodnik drugoligowego zespołu futsalowego RKS Hvar.

## Kariera reprezentacyjna
W reprezentacji Chorwacji Bičanić zaliczył tylko dwa występy, ale zdobył 1 gola. Zadebiutował 25 czerwca 1993 w Zagrzebiu w spotkaniu przeciwko Ukrainie. Chorwacja wygrała ten mecz 3:1, a gola ustalającego wynik meczu w 83 minucie zdobył właśnie Bičanić. Pomimo świetnego debiutu w reprezentacji Bičanić nie zyskał uznania w oczach kolejnych selekcjonerów i jego drugi występ okazał się być meczem kończącym jego reprezentacyjną karierę. Wystąpił w rozgrywanym 10 kwietnia 1996 meczu w jego rodzinnej miejscowości Osijek, przeciwko Węgrom wygranym przez Chorwację 4:1.
- 1. 25 czerwca 1993 Zagrzeb,  Chorwacja -  Ukraina 3:1
- 2. 10 kwietnia 1996 Osijek,  Chorwacja -  Węgry 4:1

## Sukcesy i statystyki
| Sezon   | Klub               | Kraj      | Rozgrywki    | Mecze | Bramki |
| ------- | ------------------ | --------- | ------------ | ----- | ------ |
| 1991/92 | NK Osijek          | Chorwacja | Prva HNL     | 13    | 2      |
| 1992/93 | NK Zagreb          | Chorwacja | Prva HNL     | 25    | 0      |
| 1993/94 | NK Osijek          | Chorwacja | Prva HNL     | 29    | 9      |
| 1994/95 | NK Osijek          | Chorwacja | Prva HNL     | 24    | 4      |
| 1995/96 | Hapoel Hajfa       | Izrael    | Ligat ha’Al  | 0     | 0      |
| 1996/97 | MSV Duisburg       | Niemcy    | Bundesliga   | 14    | 1      |
| 1997/98 | Hapoel Hajfa       | Izrael    | Ligat ha’Al  | 27    | 6      |
| 1998/99 | Hansa Rostock      | Niemcy    | Bundesliga   | 4     | 0      |
| 1999/00 | Hapoel Beer Szewa  | Izrael    | Leumit Liga  | 2     | 1      |
| 2000    | Chongqing Longxin  | Chiny     | Jia A League | 25    | 12     |
| 2001    | Sichuan Shanwutong | Chiny     | Jia A League | 16    | 1      |
| 2002    | Qingdao Hademen    | Chiny     | Jia A League | 24    | 1      |

- Puchar Chin w roku 2000 wraz z zespołem Chongqing Longxin
- Puchar Chin w roku 2002 wraz z zespołem Qingdao Hademen